# Hopsa
Hopsa er en traditionel dansk dans i 2/4-takt. Den er ret livlig og bruges aldrig som første dans, men snarere som en kort dans efter andre.
Der skelnes i folkedans og gammeldans mellem tyrolerhopsa, hvor der i de første to taktter danses fortrin inden omdansningen, og almindelig hopsa, hvor der udelukkende danses rundt. Det sidstnævnte er temmelig krævende.
Hopsa-trin indgår desuden i forskellige kredsdanse såsom Den røde Lue.
I dansk folkelig brug er det værd at bemærke, at ordet hopsa i vestjysk tradition bruges som en noget langsommere dans, der snarere minder om schottish.